# 트리 오브 라이프 (비디오 게임)
《트리 오브 라이프》(Tree of Life)는 샌드박스형 대규모 다중 사용자 온라인 롤플레잉 게임이다.